# هنری (ایلینوی)
هنری، ایلینوی (به انگلیسی: Henry, Illinois) یک شهر در ایالات متحده آمریکا با جمعیت ۲٬۴۶۴ نفر است که در ایلی‌نوی واقع شده‌است.